# Неаполитанский квартет
«Неаполита́нский кварте́т» — серия романов писательницы Элены Ферранте, впервые опубликованные итальянским издательством Edizioni e/o в 2011 году. На русский язык книги были переведены Ольгой Ткаченко и Татьяной Быстровой и опубликованы издательством «Синдбад» в 2017 году. В серию входят четыре романа: «Моя гениальная подруга» (итал. L'amica geniale, 2011), «История нового имени» (итал. Storia del nuovo cognome, 2012), «Те, кто уходят и те, кто остаются» (итал. Storia di chi fugge e di chi resta, 2013) и «История о пропавшем ребёнке» (итал. Storia della bambina perduta, 2014), которые описывают жизнь двух подруг, родившихся в бедном квартале Неаполя. Сага была продана тиражом свыше 18 миллионов экземпляров в 50 странах мира.

## Сюжет

### «Моя гениальная подруга»
2010 год. Элене (Лену) звонит сын её давней подруги Рафаэллы (Лилы) и говорит, что его мать пропала. Пожилую женщину это совсем не удивляет, ведь её подруга уже давно высказывала свое искреннее желание исчезнуть. Элена решает, что бесследно пропасть — не то, чего по-настоящему заслуживает Лила, — её жизнь должна лечь в основу романа. Женщина начинает записывать все, что помнит о своей подруге.
Неаполь. 1950-е годы. Элена и Лила растут в нищем квартале, полном скандалов и насилия. Они вместе ходят в начальную школу и не имеют абсолютно никаких перспектив на будущее. Лила — дерзкая, амбициозная и безумно талантливая. Она мечтает превратить обувную мастерскую своего отца в модную семейную фабрику, написать книгу, которая перевернет мир и вырваться из трущоб. Элена — скромная, тихая, полная восхищения, страха и трепета перед своей подругой, полностью разделяет её мечты. Будучи ещё совсем ребёнком она влюбляется в надменного и заносчивого парня по имени Нино Сарраторе, который также жил в их квартале. Но после скандала с участием его отца парень был вынужден переехать. О своих чувствах Элена не рассказывает никому, даже своей близкой подруге. Девочки вместе дружат против ужасного дона Акилле и против заносчивых братьев Солара, держащих в страхе всю округу. Но их пути расходятся, когда после окончания начальной школы родители Лилы отказываются платить за её дальнейшее обучение и девочка начинает работать в мастерской отца, на пару со своим братом Рино. Элена же, под давлением и покровительством своей учительницы, отправляется в среднюю школу.
Время идет. Девочки взрослеют. Из пацанки Лила превращается в потрясающе красивую девушку, что привлекает к ней внимание молодых людей, в том числе, Марчелло Солары, члена влиятельной в квартале семьи, связанной, по слухам, с Каморрой. Несмотря на то, что ухаживания Марчелло пришлись сильно по душе родителям Лилы, она отвергает его предложение о замужестве и обручается с владельцем местной бакалейной лавки Стефано Карраччи. Жених Лилы обещает помочь ей с финансированием семейного обувного бренда, над которым девушка и её брат работают день и ночь. Лила выходит замуж за Стефано. Ей чуть больше шестнадцати. На свадьбе она узнает, что её муж заключил сделку с семьей Солара.

### «История нового имени»
После всего, что выяснилось на свадьбе, чувства Лилы к Стефано пропадают. Карраччи пытаясь добиться расположения жены терпит неудачу. Не понимая, почему все так вышло, Стефано начинает бить и насиловать Лилу. Дела на обувной фабрике идут в гору и братья Солара начинают принимать в работе все больше участия, что сильно раздражает Лилу, но она вынуждена помогать им.
Семья Лилы очень беспокоится, что Лила все ещё не забеременела и врач советует ей отправиться в отпуск на море. Лила, отчаянно не желая проводить каникулы с матерью и сестрой Стефано Пенуччей, уговаривает Элену поехать вместе с ними. Тем временем, Элена — прилежная ученица. Впервые переступив порог новой школы, она встречает свою давнюю любовь — Нино. Она принимает предложение Лилы с условием, что они поедут на тот курорт, где отдыхает Нино и его семья.
Девушки начинают много времени проводить с молодым человеком и неожиданно между Лилой и Нино вспыхивает бурный роман. В расстроенных чувствах Элена отдается отцу Нино Донато Сарраторе. Вскоре Лила забеременела, но их отношения с Нино закончились так же стремительно, как начались. Лила возвращается к мужу и рожает сына. Вскоре она узнает о том, что у Стефано роман с их старой приятельницей Адой, Лила сбегает от него со своим другом детства Энцо Сканно.
Элена заканчивает школу и поступает в университет в Пизе. Обучение дается ей не просто, но она старается изо всех сил, чтобы не пришлось возвращаться домой. В университете она знакомится с Пьетро Айрота, у них завязывается роман и вскоре он делает девушке предложение. Элена соглашается. Она пишет небольшой рассказ о той ночи, которую она провела с отцом Нино и благодаря связям матери Пьетро рассказ публикуют. Книга пользуется большой популярностью, в один день Элена становится известной и хорошо зарабатывающей писательницей. Её успех незаметен только в родном квартале и даже лучшая подруга полностью проигнорировала книгу.

### «Те, кто уходят и те, кто остаются»
Элена занята приготовлениями к свадьбе. Приехав в Неаполь, она встречает Лилу и узнает, что та работает на колбасном заводе, где её постоянно зверски избивают и сексуально домогаются. Она все так же живёт с Энцо и воспитывает сына Рино. После свадьбы у Элены и Пьетро рождается дочь. Лену не оставляет попыток написать вторую книгу, но домашние дела полностью поглощают её. Через несколько лет у них с Пьетро рождается вторая дочь. Однажды муж Лену приводит к ним в дом своего коллегу. Им оказывается Нино Сарраторе. Элена пишет новую книгу. У них с Нино начинается роман. Элена бросает мужа и уезжает с Нино в тур по Европе.
Лила и Энцо организовывают небольшую фирму, в которой занимаются компьютерным сопровождением и программированием. Дела идут прекрасно и вскоре они начинают хорошо зарабатывать. Посулив огромные деньги, Микеле Солара приглашает Лилу работать на него, а Элена узнает, что у её младшей сестры роман с Марчелло Солара.

### «История о пропавшем ребёнке»
Бракоразводный процесс Элены сильно затянулся, но в итоге им все таки удалось разойтись. Нино, который тоже обещал уйти от жены, так ничего и не сделал, но Лену решает принять его таким, какой он есть и переезжает в Неаполь вместе со своими дочерями, чтобы быть поближе к нему. Через какое-то время она узнает, что беременна. Ещё через месяц Лила сообщает ей о своей беременности. Подруги рожают дочерей.
Однажды Элена застает Нино вместе с их домработницей, в слезах прибежав к Лиле, она узнает о его многочисленных романах как до, так и во время их отношений. Элена окончательно расстается с Нино. В то же время она пишет третью книгу, на этот раз о своем квартале. Элена описывает ужасные условия, насилие и наркотики, которые до сих пор процветают в Неаполе. Книга становится успешной, что создает массу неудобств для братьев Солара, чей бизнес подробно описан в книге. А через некоторое время на дороге во время прогулки таинственно исчезает дочь Лилы и Энцо. Многие уверены, что это дело рук Солара: они выкрали её и убили, но Лила уверена, что девочка жива.
Это сильно портит отношения между Эленой и Лилой, их пути расходятся. Лену уезжает из Неаполя, а Лила продолжает сильно переживать потерю дочери. Много лет они изредка общаются по телефону, до тех пор, пока Элена не решает написать небольшую историю об их дружбе. Книга становится ужасно популярной, но Лила перестает общаться с Лену. А через некоторое время пропадает.
Вскоре Элена получает по почте неожиданный подарок. И она точно понимает — он от Лилы.

## Значимость
В романах затрагиваются темы женской дружбы, формирования личности и характера в тяжелой социальной среде, классового неравенства, роли и ответственности писателей в условиях социальных потрясений и протестных движений, меняющихся условий жизни женщин в 70-х годах и массовых забастовок на фабриках Италии.

## Действующие лица

### Семья Греко
- Элена (Лену, Ленучче) Греко
  - две дочери от Пьетро Айрота
  - одна дочь от Нино Сарраторе
- Витторио Греко — отец Элены, швейцар в муниципалитете
- Иммаколата Греко — мать Элены, домохозяйка
- Пеппе, Джанни и Элиза — младшие братья и сестра Элены

### Семья Черулло
- Рафаэлла (Лина, Лила) Черулло
  - Рино Карраччи — сын Лилы
  - Тина Сканно — дочь Лилы
- Фернандо Черулло — отец Лилы, сапожник
- Нунция Черулло — мать Лилы, домохозяйка
- Рино Черулло — старший брат Лилы, сапожник

### Семья Карраччи
- Дон Акилле Карраччи
- Мария Карраччи — жена дона Акилле
- Стефано Карраччи — сын дона Акилле, владелец колбасной лавки, муж Лилы
- Пинучча — дочь Марии и Акилле, работает в семейной колбасной лавке, невеста Рино (брата Лилы).
- Альфонсо — сын дона Акилле и Марии, одноклассник Элены, сидит с ней за одной партой, встречается с Маризой Сарраторе

### Семья Пелузо
- Альфредо Пелузо — столяр, коммунист, обвиняется в убийстве дона Акилле, приговорён к тюремному заключению
- Джузеппина Пелузо — жена Альфредо, работает на табачной фабрике, предана мужу и детям
- Паскуале Пелузо — старший сын, каменщик, коммунист, первым заметил красоту Лиллы и признался ей в любви, ненавидит братьев Солара, встречается с Адой Капуччо
- Кармела (Кармен) Пелузо — сестра Паскуале, работает в галантерейном магазине, позже Лила нанимает её в колбасную лавку Стефано, встречается с Энсо Сканно

### Семья Капуччо
- Мелина — родственница Нунции Черулло, вдова, работает уборщицей в центральных кварталах города, была любовницей Донато Сарраторе, после чего тронулась умом
- Муж Мелины — при жизни грузчик на овощном рынке, умер при невыясненных обстоятельствах
- Ада — дочь Мелины, с малых лет помогала матери мыть полы, благодаря Лиле устраивается в колбасную лавку, встречается с Паскуале Пелузо, любовница Стефано Карраччи
- Антонио — сын Мелины, механик, какое-то время встречается с Эленой, ревнует Элену к Нино Сараторе

### Семья Сарраторе
- Донато Сарраторе — контролер на железной дороге, поэт, журналист, известный бабник
- Лидия Сарраторе — жена Донато
- Нино Сарраторе — старший сын, журналист, круглый отличник, ненавидит и презирает отца
- Мариза Сарраторе — сестра Нино, не отличается успехами в учёбе, встречается с Альфонсо Каррачи, впоследствии работает секретаршей

### Семья Сканно
- Никола Сканно — торговец фруктами
- Ассуанта Сканно — жена Николы
- Энцо Сканно — сын, торговец фруктами, имеет математические способности, встречается с Кармен Пелузо

### Семья Солара
- Сильвио Солара — хозяин бара-кондитерской, придерживается монархистско — фашистских взглядов, связан с мафией и чёрным рынком, препятствует работе сапожной мастерской Черулло
- Мануэла Солара — жена Сильвио, ростовщица, жители села боятся попасть в её «красную книгу»
- Марчелло и Микеле — сыновья, ведут себя вызывающе, но, несмотря на это, пользуются определённым успехом у девушек. Лила презирает Марчелло, который в неё влюблен. Микеле умнее, сдержаннее и жестче старшего брата, встречается со старшей дочерью кондитера Джельёлой

### Семья Спаньюоло
- Сеньор Спаньюоло — кондитер у Солара
- Роза — жена кондитера
- Джильола — дочь, девушка Микеле Солара

### Семья Айрота
- Айрота — профессор, преподает античную литературу
- Аделе — жена профессора
- Мариароза Айрота — старшая дочь, преподаватель искусствоведение, живёт в Милане
- Пьетро Айрота — сын, профессор, муж Элены Греко

### Учителя
- Ферраро — учитель и библиотекарь
- Оливьеро — учительница Лилы и Элены
- Джераче — преподаватель гимназии
- Галиане — преподавательница лицея, блестяще образована и умна, состоит в коммунистической партии

### Прочие лица
- Джино — сын аптекаря
- Нэла Инкардо — родственница учительницы Оливьеро, живёт на Искье
- Армандо — сын Галиане, студент медицинского факультета
- Надя — дочь Галеане, студентка
- Бруно Саккаво — друг Нино Сарраторе, сын зажиточного предпринимателя
- Франко Мари — студент

## Экранизация
За экранизацию «Моей гениальной подруги» взялся канал HBO. Режиссёром первого и второго сезонов стал Саверио Костанцо, ранее получивший два приза Венецианского кинофестиваля и номинацию на «Золотого льва» за работу над психологической драмой «Голодные сердца» (2014). Продюсером стал Паоло Соррентино. Элена Ферранте выступила в качестве сценариста, все общение со съемочной группой проходило в переписке. Ферранте настояла на том, что актёры должны свободно владеть неаполитанским диалектом, который заметно отличается от литературного итальянского, поскольку в книгах большинство героев говорят именно на нем. HBO пошел Ферранте на встречу, поэтому даже в Италии «Моя гениальная подруга» транслировалась с субтитрами.
Для съемок в 35 км от Неаполя был возведен квартал из 1950-х: 14 многоквартирных домов, 5 полностью оборудованных квартир, церковь и туннель, который в первой книге стал своеобразным символом выхода в большой мир. Для героев и массовки художники по костюмам создали полторы тысячи оригинальных костюмов.
Главные женские роли исполнили актрисы Элиза дель Дженио (Лену Греко в детстве), Маргерита Маццукко (повзрослевшая Лену Греко), Людовика Насти (Лила Черулло в детстве) и Гая Джираче (повзрослевшая Лила Черулло).
Премьера сериала по неаполитанским романам состоялась в Венеции в 2018 году. А ноябре 2018 года стартовал показ на канале HBO. Сериал получил хорошие отзывы и был продлен на второй сезон, а затем и на третий сезон. Рейтинг сериала на портале Imdb 8,6. Съемки третьего сезона были приостановлены в связи с пандемией коронавируса.

## Театральные постановки
В марте 2017 года на сцене Театра «Роза» в Кингстоне состоялась премьера постановки «Моя гениальная подруга» режиссёра Мелли Стилл. Главные роли исполнили Ниам Кьюсак (Лену) и Кэтрин Маккормак (Лила).